# Jwan Hesso
Jwan Hesso (tiếng Ả Rập: جوان حسو) (sinh ngày 10 tháng 10 năm 1982 ở Syria) là một cầu thủ bóng đá Syria thi đấu cho That Ras ở Jordan League.

## Sự nghiệp quốc tế
Hesso là cầu thủ ra sân thường xuyên cho Đội tuyển bóng đá quốc gia Syria kể từ năm 2009. Huấn luyện viên đội tuyển quốc gia Fajr Ibrahim lần đầu tiên triệu tập anh, và anh ra mắt trong trận giao hữu ngày 5 tháng 6 năm 2009 trước Sierra Leone. Anh vào sân từ ghế dự bị thay cho Hamzeh Al Aitoni trong hiệp hai.

### Số lần ra sân cho đội tuyển quốc gia Syria
Kết quả liệt kê bàn thắng của Syria trước.
| #  | Thể loại | Ngày                | Địa điểm                                 | Đối thủ      | Số trận | Số trận | Bàn thắng | Kết quả | # | Giải đấu          |
| #  | Thể loại | Ngày                | Địa điểm                                 | Đối thủ      | Start   | Sub     | Bàn thắng | Kết quả | # | Giải đấu          |
| -- | -------- | ------------------- | ---------------------------------------- | ------------ | ------- | ------- | --------- | ------- | - | ----------------- |
| 1. | ĐTQG     | 05 tháng 6 năm 2009 | Sân vận động Abbasiyyin, Damascus, Syria | Sierra Leone | 0       | 1       | 0         | 6-0     | W | Giao hữu quốc tế1 |
| 2. | ĐTQG     | 20 tháng 8 năm 2009 | Sân vận động Ambedkar, New Delhi, Ấn Độ  | Kyrgyzstan   | 0       | 1       | 0         | 2-0     | W | Cúp Nehru 2009    |
| 3. | ĐTQG     | 24 tháng 8 năm 2009 | Sân vận động Ambedkar, New Delhi, Ấn Độ  | Sri Lanka    | 0       | 1       | 0         | 4-0     | W | Cúp Nehru 2009    |
| 4. | ĐTQG     | 27 tháng 8 năm 2009 | Sân vận động Ambedkar, New Delhi, Ấn Độ  | Liban        | 0       | 1       | 0         | 1-0     | W | Cúp Nehru 2009    |
| 5. | ĐTQG     | 29 tháng 8 năm 2009 | Sân vận động Ambedkar, New Delhi, Ấn Độ  | Ấn Độ        | 1       | 0       | 0         | 1-0     | W | Cúp Nehru 2009    |

W = Trận thắng; D = Trận hòa; L = Trận thua
1 Trận đấu quốc tế không FIFA 'A'

## Danh hiệu

### Câu lạc bộ
Al-Jaish
- Giải bóng đá ngoại hạng Syria: 2009–10

### Đội tuyển quốc gia
- Cúp Nehru: 2009 Á quân